# Matej Rogač
Matej Rogač (* 11. Juni 1992) ist ein slowenischer Fußballspieler.

## Karriere

### Verein
Rogač begann seine Karriere beim ND Mura 05. Im Mai 2009 spielte er erstmals für die erste Mannschaft Muras in der 2. SNL. In der Saison 2008/09 kam er insgesamt zu zwei Zweitligaeinsätzen. In der Saison 2009/10 kam er zu neun Einsätzen, in der Spielzeit 2010/11 absolvierte er elf Partien. Am Ende der Saison 2010/11 stieg er mit Mura 05 in die 1. SNL auf. Sein Debüt in der höchsten slowenischen Spielklasse gab er im August 2011 gegen den NK Triglav Kranj. Bis Saisonende kam er zu zwei Erstligaeinsätzen.
Zur Saison 2012/13 wechselte Rogač zum Drittligisten NK Grad, für den er 24 Drittligaspiele machte. Zur Saison 2013/14 wechselte er nach Österreich zum sechstklassigen SV Bocksdorf. In eineinhalb Jahren im Burgenland kam er zu 43 Einsätzen in der 1. Klasse. Im Januar 2015 wechselte der Verteidiger zum viertklassigen USV St. Anna. Für die Steirer machte er elf Spiele in der Landesliga. Zur Saison 2015/16 kehrte er nach Slowenien zurück und schloss sich dem Drittligisten NK Tromejnik an. Für Tromejnik absolvierte er in vier Spielzeiten 97 Drittligapartien, in denen er elfmal traf.
Zur Saison 2019/20 wechselte er ein zweites Mal nach St. Anna, diesmal schloss er sich der achtklassigen Reserve der Steirer an. In der Saison 2021/22 stand er auch erstmals wieder im Kader der ersten Mannschaft des nunmehr drittklassigen Vereins. Zur Saison 2023/24 kehrte er wieder nach Slowenien zurück und wechselte zum unterklassigen NK Križevci.

### Nationalmannschaft
Rogač spielte zwischen 2006 und 2009 von der U-15 bis zur U-17 für slowenische Jugendnationalteams.